# Desisława Terziewa
Desisława Iliewa Terziewa, bułg. Десислава Илиева Терзиева (ur. 17 sierpnia 1965 w Sofii) – bułgarska urzędniczka państwowa i prawniczka, w latach 2013–2014 minister rozwoju regionalnego.

## Życiorys
W 1987 ukończyła studia prawnicze na Uniwersytecie Sofijskim im. św. Klemensa z Ochrydy. Pracowała początkowo jako doradca do spraw prawnych w administracji w Sofii i w komitecie planowania przestrzennego, potem jako ekspert w resorcie rozwoju regionalnego i robót publicznych oraz w administracji państwowych portów. Od 2003 kierowała dyrekcjami polityki transportowej w ministerstwie transportu i komunikacji oraz do spraw europejskich i współpracy międzynarodowej w ministerstwie administracji publicznej i reformy instytucjonalnej. Od 2011 do 2013 kierowała dyrekcją do spraw koordynacji i rozwoju strategicznego w kancelarii premiera. W maju 2013 została ministrem rozwoju regionalnego w gabinecie Płamena Oreszarskiego; urząd ten sprawowała do sierpnia 2014.
Związana z Bułgarską Partią Socjalistyczną, była kandydatką lewicowej koalicji w wyborach parlamentarnych.